# ديفيد جي. شاندلير
ديفيد جي. شاندلير (بالإنجليزية: David G. Chandler) هو مؤرخ عسكري ومؤرخ بريطاني، ولد في 15 يناير 1934، وتوفي في 10 أكتوبر 2004.